# 로랑조제프마리위스 앵베르
로랑조제프마리위스 앵베르(Laurent-Joseph-Marius Imbert, 1797년 4월 15일 ~ 1839년 9월 21일)은 로마 가톨릭교회의 사제이며, 한국어명은 범세형(范世亨)이다. 주교로서 천주교 조선교구 2대 교구장이며, 한국 천주교의 103위 성인 가운데 한 명이다. 그는 프랑스 마리냔(Marignane)의 가난한 농촌 가정에서 태어났으며, 기해박해 때 순교하였다. 그는 1818년 파리 외방전교회의 신학교에서 공부했다.

## 해외 선교
1819년 12월 18일 사제 서품을 받은 앵베르는 1820년 선교사로 중국에 갔다. 중국에 도착하기 전, 그는 영국령 말레이시아 페낭의 칼리지 제너럴(College General)에서 1821년 4월에서 1822년 1월까지 강의를 맡았다.
1821년 시암(타이) 대목구장이었던 에스프리 마리 조제프 플로랑(Esprit-Marie-Joseph Florens) 주교가 싱가포르로 가줄 것을 요청했다. 플로랑 주교는 싱가포르에 천주교회의 선교 거점을 열려고 계획했다. 그는 싱가포르 섬을 둘러싼 위험이나 환경에 대해 확실히 인식하지 못하였다. 그래서 젊은 선교사인 앵베르는 1821년 12월 11일에 싱가포르에 머물면서 싱가포르의 정황을 조사하였다. 1주일간 머물러 앵베르 신부는 싱가포르에서 천주교 미사를 올린, 싱가포르 교회사 최초의 천주교 성직자가 되었다.
1822년 그는 마카오를 향해 항해했으나 직접 그곳에 도착할 수 없어, 프랑스령 인도차이나의 통킹에서 2년간 머물렀다. 그는 중국에 도착하여 12년간 쓰촨성에서 지내면서 신학교를 설립했다.

## 조선 선교와 순교

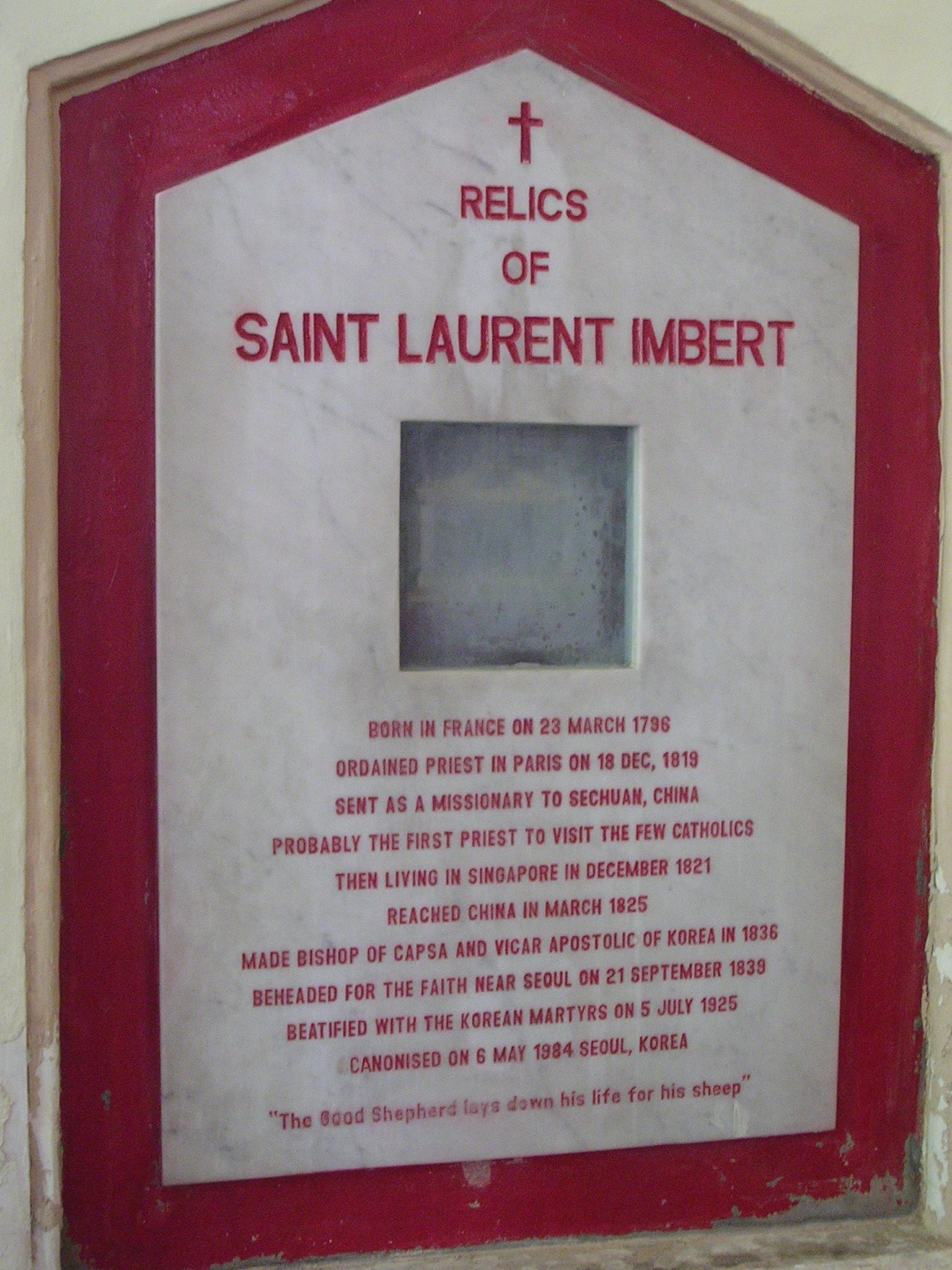
싱가포르의 좋은 목자(Good Shepherd) 대성당에 있는 앵베르 성인의 성유물.

### 주교로 임명되다
천주교 조선교구 초대 교구장이던 브뤼기에르 주교가 조선 입국을 앞두고 갑자기 선종하자, 1836년 4월 26일 앵베르는 천주교 조선교구 2대 교구장과 카프사(Capsa)의 명의 주교로 임명되었다. 1837년 5월 14일 그는 조선 교우들의 인도로 만주를 통해 압록강을 건너 천주교 박해가 행해지던 조선으로 잠입했다. 13일 후에는 그의 수행원들도 한양에 들어왔다. 그는 조선 땅을 밟은 최초의 주교로서 그것은 조선대목구가 설정된지 6년 만이며 조선 천주교가 창설된지 53년 만의 일이었다.

### 열정적인 사목
그는 두 명의 프랑스인 사제 피에르 모방 신부와 자크 샤스탕 신부를 만났다. 그들은 그 기이하고 낯선 조선이라는 나라에서 매우 열심히 일했다. 1836년에 최초의 프랑스인 선교사 모방 신부가 조선에서 일하기 시작할 때 국내의 천주교 신자의 수는 약 6천 명이었고, 1839년에는 약 9천 명에 달했다.

### 신학생들을 가르치다
앵베르 주교는 마카오에서 공부하는 나이어린 신학생들이 천주교 사제가 되려면 10여년이 걸릴 것을 생각했다. 그래서 정하상(바오로), 이문우(요한)등의, 모범이 되는 평신도들에게 라틴어와 신학을 가르쳤다. 1839년 기해박해로 순교하여 뜻을 이루지는 못했다.

### 순교
그를 비롯하여 모방 신부와 자크 샤스탕 신부 이렇게 세 명의 프랑스인 선교사의 존재는 조선의 대부분의 사람들에게 알려지게 되었다. 박해를 피해 손경서 안드레아의 도움으로 경기도 수원에 있는 그의 집에 숨어서도 천주교의 전도 활동과 교세 확장에 힘쓰던 앵베르 주교는 김여상(김순성)의 배신으로 1839년 8월 10일에 밀고를 당했다. 김여상은 관리들과 짜고 포도대를 꾸려놓고는 한 순진한 천주교인 농부를 현혹해서, "관리들이 천주교를 허락하여 고위 관리들까지도 입교할 것"이라고 거짓말을 하며, "프랑스인 선교사들이 한양으로 가서 그분들을 개종시켜야 한다"라고 말했다. 그 농부는 교우들과 함께 포졸들 보다 먼저 앵베르 주교를 찾아가서 김여상에게 들은 이야기를 말했다. 사목 경험이 많은 앵베르 주교는 손경서가 하는 말이 잘못된 정보인 줄을 알면서도 교우들의 안전을 위해 자수를 결심했다. 또한 그는 체포당해 죽임을 당하는 것이 시간 문제에 불과하다는 것을 깨달았고, 미사를 올린 뒤 그를 기다리던 관리들에게 가서 자수했다. 그는 한양으로 보내져 해외 선교의 거처를 알기 위해 가혹한 고문을 당했다. 모든 해외 선교사들이 행방을 드러내면 개종한 신자들이 용서받을 것이라 생각한 그는 동료 천주교 신부인 피에르 모방 신부와 자크오노레 샤스탕 신부에게 조선 관가로 가서 자수할 것을 권고하는 서한을 보냈다.
| “ | 이 절망적인 상황에서, 좋은 목자는 자신의 양들을 위해 목숨을 버린다. | ” |

세 성직자는 함께 감옥에 갇혔다. 그들은 그들이 개종시킨 천주교 신자들의 이름과 행방에 대해 3일 동안 심문을 받았다. 계속된 고문에도 자백하지 않은 그들은 다른 감옥에 수감된 뒤 1839년 9월 21일 새남터에서 참수당했다. (기해박해)
그의 유해는 길에 방치되어 있었다가, 약 20일이 지나서야 서강대학교 노고산 성지에 묻혔다. 그러다가 1843년에 서울특별시 관악구 신림동과 경기도 안양시 석수동에 걸쳐 위치한 삼성산으로 이장되었으며, 1901년 지금의 명동 대성당의 지하실에 있는 그로토로 이장되었다.일부 유해는 절두산순교성지에도 모셔져 있으며 최초의 매장지였던 삼성산 성지에도 세분의 성인을 모시고 1989년 축성식을 가졌다. 성지 본당인 삼성산 성당에 의해 성지가 관리되고 있다.
그는 당시 순교자들의 전기 편찬을 계획하였는데, 그 전기인 《기해일기》가 1858년 파리에서 간행되었다. 성 로랑조제프마리위스 앵베르의 축일은 9월 20일(이전에는 6월 10일)이다.

## 시복 · 시성
앵베르 라우렌시오 주교와 모방 베드로 신부 그리고 샤스탕 야고보 신부는 1925년 7월 5일에 로마 성 베드로 대성당에서 교황 비오 11세가 집전한 79위 시복식을 통해 복자 품에 올랐고, 1984년 5월 6일에 서울특별시 여의도에서 한국 천주교 창립 200주년을 기념하여 방한한 교황 요한 바오로 2세가 집전한 미사 중에 이뤄진 103위 시성식을 통해 성인 품에 올랐다.

## 같이 보기
- 성인 (종교)
- 기해박해

## 참조
- Eugene Wijeysingha (2006), Going Forth... - The Catholic Church in Singapore 1819-2004, Titular Roman Catholic Archbishop of Singapore, ISBN 981-05-5703-5
- Catholic Bishop's Conference Of Korea. 103 Martryr Saints: 앵베르 라우렌시오 Laurentius Imbert 보관됨 2014-10-19 - 웨이백 머신